# Convent de Crist
El Convent de Crist (portuguès: Convento de Cristo) és un monument històric de la ciutat de Tomar. Fou originalment una fortalesa templera construïda el segle xii. Després de la dissolució de l'Orde del Temple el segle xiv, la branca portuguesa de l'orde va ser convertida en l'Orde de Crist i va donar suport als descobriments marítims del segle xv. El Convent de Crist de Tomar és un dels monuments històrics i artístics més importants de Portugal i va ser inscrit a la llista del Patrimoni de la Humanitat de la UNESCO des del 1983.

## Història
La conquesta de Terra Santa el 1099 donà a conèixer nous models artístics. Un dels més impressionants fou la Basílica del Sant Sepulcre de Jerusalem. El rei de Jerusalem, Balduí II, en nomenà guardiana l'Orde del Temple. El mateix rei demanà Bernat de Claravall que redactés les regles de l'Orde. Els templers l'adoptarien a occident com a model arquitectònic del qual, la famosa església circular (girola) de Tomar és avui el millor exemple que es conserva.
Gràcies a la declaració papal dient que la reconquesta cristiana de la Península tindria el mateix valor que l'alliberament dels Llocs Sants, ja el 1128 els templers operaven a Portugal. Alfons Henriques els va donar les rendes eclesiàstiques de Santarém (1147), canviades després pel Castell de Cera i els seus territoris (1159). Dos anys abans el primer Gran-Mestre portuguès, Pedro Arnaldo, morí en combat a Alcácer do Sal.
El succeí Gualdim Pais que ordenà construir una fortalesa en la millor posició estratègica en relació al Tajo, a Santarém i a la via romana. Escollí una de les 4 muntanyes elevades sobre la plana on tres rierols desembocaven al riu Nabão.

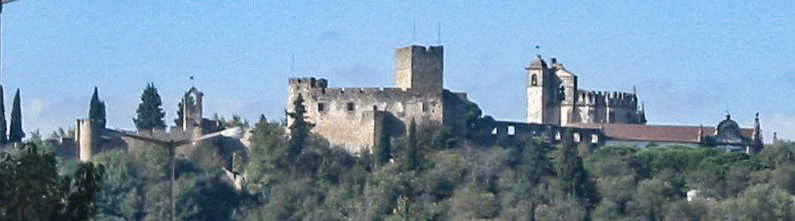
Panoràmica del Castell de Tomar i el Convent de Crist. Es pot veure la ciutadella i la torre de l'homenatge al centre de la imatge i l'església (amb el campanar) a la dreta.

El castell dels Cavallers Templers de Tomar fou construït el 1160. S'aixecà utilitzant bona part de les pedres de la ciutat romana abandonada. El conjunt estava format, en un principi, per l'alambor i la torre de l'homenatge. Més tard, al mateix segle, el castell fou escollit com a seu de l'Orde dels Templers a Portugal. El castell de Tomar formava part del sistema defensiu creat pels Templers per tal d'assegurar la frontera del jove regne cristià contra els moros, la qual a l'època (mitjans del segle xii) corresponia, aproximadament, al riu Tajo.
La girola va ser construïda al tercer quart del segle xii. Diuen que els Templers participaven a cavall en les misses abans de partir cap a la batalla. Se situaven al voltant de l'altar central.
D'acord amb cròniques cristianes, el castell de Tomar va resistir el 1190 els atacs del califa Abu-Yússuf Yaqub al-Mansur, qui prèviament havia pres d'altres baluards del sud de Portugal. Una placa prop de l'entrada de l'església en recorda els fets.
Quan el papa promulgà l'extinció de l'Orde del Temple, fou suprimida a la major part d'Europa el 1312. El rei Dionís I proclamà la innocència dels Templers al seu regne i aconseguí del papa (1319) les butlles que creaven l'Orde de Crist i la transmissió de tots els membres i propietats i, en part, la vocació dels cavallers Templers. La seu de la nova orde seria Castro Marim, però el 1357 es traslladà a Tomar.
Un dels principals Grans-Mestres de l'orde va ser l'Infant Enric el Navegant, que la va dirigir des del 1417 fins a la seva mort el 1460. Sota la seva administració es construïren els claustres gòtics (1430-1460) i el Paço do Infante. També va patrocinar millores urbanes a la ciutat de Tomar.
Una altra important personalitat relacionada amb l'Orde fou el rei Manuel I, que en va esdevenir Gran-Mestre el 1484 i rei de Portugal el 1492. Sota el seu regnat hi hagué importants millores al Convent, especialment l'addició d'una nova nau rectangular a l'església circular i la decoració interior amb pintures i escultures.
Joan III reformà l'Orde de Crist segons una norma basada en la de Bernat de Claravall (1529) convertint-la en una congregació de clausura. Seguidament a aquesta reforma s'efectuen noves ampliacions amb la construcció d'un vast conjunt de dependències organitzades entorn de sis claustres entre 1531 i 1552.
El 1581, després de la crisi successòria, la noblesa portuguesa es reuní al Convent de Crist i reconegué oficialment Felip II d'Espanya (Felip I de Portugal) com a rei. Fou el principi de la Unió Ibèrica (1581-1640) durant la qual els regnes de Portugal i Espanya estigueren units. Felip I edifica la sagristia nova, obra d'estil manierista integrada a les obres de restauració del Claustre de Cementiri i conclogué el Claustre Principal. També efectuà la construcció de l'Aqueduto dos Pegões (Aqüeducte dels Contraforts).
El segle xix, després de l'extinció dels ordes religiosos a Portugal el 1834, es varen realitzar diverses reformes empreses pels seus propietaris privats que li feren perdre, en certa manera, la seva unitat.

## Art i arquitectura
El castell i Convent de Crist conté exemples d'estils romànic, gòtic, manuelí, renaixentista i manierista.

## Castell i muralles

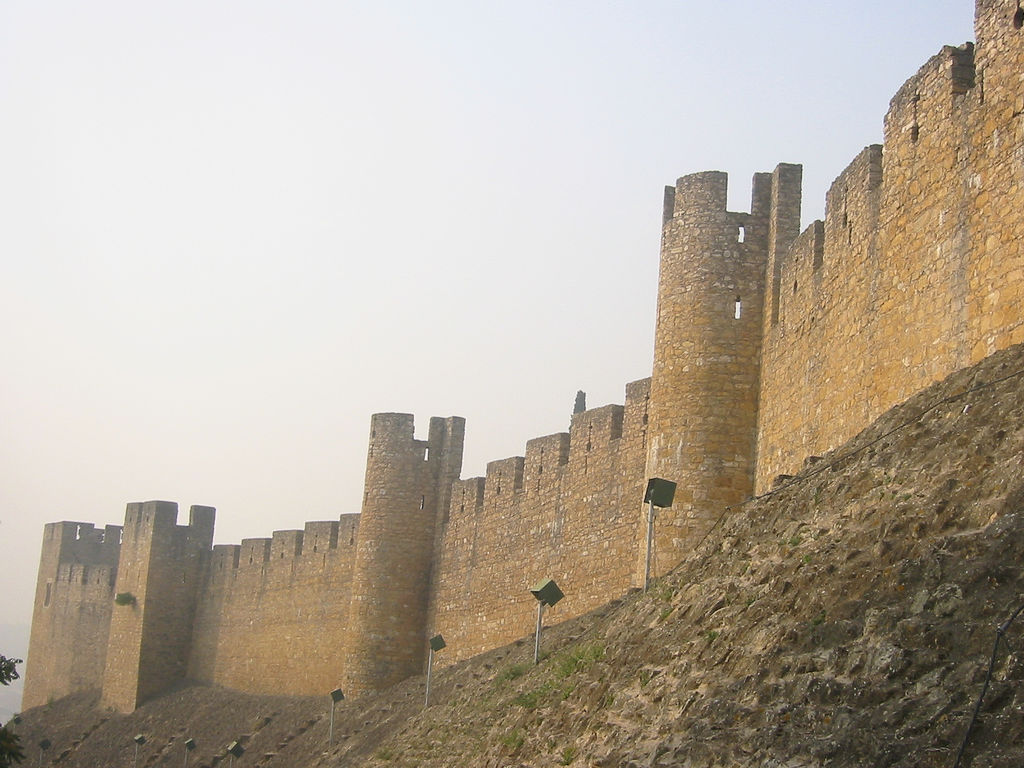
Muralles del castell.

El castell de Tomar va ser construït sobre el 1160 en un lloc estratègic, sobre un turó prop del riu Nabão. Té una muralla defensiva exterior i una ciutadella amb una torre de l’homenatge dintre. Tot el castell i les muralles s'organitzen damunt d'una impressionant base inclinada –un alambor– característic de l'arquitectura militar d'avantguarda templera. La torre de l'homenatge fou introduïda a Portugal pels templers i la de Tomar és la més antiga del país. Una altra novetat introduïda a Portugal pels templers foren les torres arrodonides de la muralla externa, les quals són més resistents als atacs que les torres quadrades. Quan la ciutat va ser fundada molts dels residents vivien a cases situades dins de les muralles del castell. Al voltant de les muralles hi ha una zona boscosa anomenada Mata dos Sete Montes.

## La girola

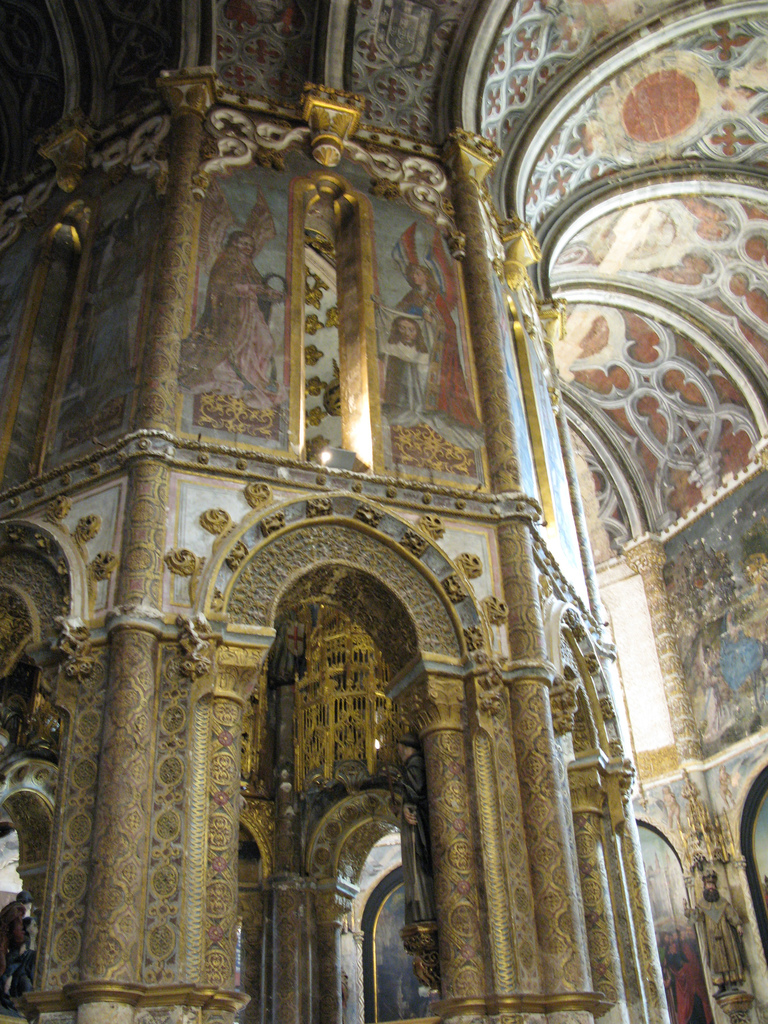
Interior de l'església amb les pintures tardo-gòtiques.

El nucli del convent és la girola o Oratori dels Templers. És construida de maçoneria menuda irregular fins al primer pis i, a partir d'aquí, en carreu, el que assenyala dos períodes de construcció: el primer, del darrer quart del segle xii fins a prop del 1190, moment en què les obres haurien estat interrompudes a causa de greus escaramusses entre portuguesos i almohades; el segon correspon a la conclusió del temple, pels volts del 1250. Des de fora, l'església és una estructura poligonal de 16 cares amb grans contraforts, llucanes arrodonides i un campanar. Exteriorment, els contraforts recolzen tots els vèrtexs fins a l'adarb, coronat de merlets i cornisa amb permòdols a la part exterior. La cúpula central estava coberta per un coruchéu o remat piramidal, però fou destruït per un llamp. El seu aspecte evidencia el seu caràcter de fortalesa. Era una església, integrada en un conjunt d'obres militars i preparada per a la defensa.
Dins, l'església té un tambor central de forma octogonal connectat amb arcs a la galeria circumdant. Dels capitells i de les mènsules arrenquen 16 arcs torals que reforcen la volta de canó circular. Columnes geminades, reforços dels vuit diedres pugen estructurant el volum octogonal molt per damunt dels arcs. Estretes llucanes s'obren en aquests murs, als seus eixos i, damunt d'elles, mènsules tallades com els capitells de les columnes tot alternant-se amb elles.
Inicialment l'entrada estava situada a la part oriental. Aquesta entrada fou alterada a l'època manuelina amb l'obertura de l'extraordinari portal sud. Els capitells de les columnes són encara romànics (finals del segle xii) i representen motius animals i vegetals i escenes bíbliques com ara Daniel al cau dels lleons. L'estil dels capitells mostra la influència d'artistes que treballaren a la Catedral Vella de Coïmbra, que fou construïda a la mateixa època.
La decoració reflecteix la riquesa de l'orde. L'interior està profusament decorat amb escultures i pintures manuelines, afegides durant la renovació empresa per Manuel I. Els pilars de l'octògon central i les parets de la girola tenen estàtues, obra d'Hernan Muñoz, de sants i àngels, policromades, sota d'exuberants dossers gòtics. Destaca una imatge de la Verge, de pedra policromada i un Sant Joan Evangelista. Les parets i el sostre de l'altar tenen taules pintades d'estil gòtic que representen 16 dels  instruments de la passió de Crist, sostinguts per àngels. A la paret exterior hi havia 14 taules de grans dimensions de les quals en resten 8 i que representen episodis de la vida i passió de Crist i foren creades entre 1511 i 1521. Són obra del pintor reial, Jorge Afonso. Entre d'altres trobem: Entrada de Jesús a Jerusalem, Crist i Centurió, Resurrecció de Llàtzer, Resurrecció de Crist, Ascensió i un fragment d'un Baptisme de Jesús.
El conjunt de pintura mural de la volta de canó fou descobert a través de sondatges. Estan datades entre el 1510 i 1518. S'utilitzà, principalment el fons de color carmesí (un dels colors heràldics del rei) sobre el qual foren pintats motius arquitectònics en trompe-l’oeil. Hi trobem, pintats, nervis, marcs, mènsules, capitells, a més de cordes entrellaçades. Entre aquests elements hi apareixen motius figuratius com coloms i animals fantàstics en el que sembla la representació de la lluita entre el be (colom) i el mal (híbrids). Aquesta escultura i arquitectura fingides ocupa el lloc de la real. Les pintures són atribuïdes a Jorge Afonso, mentre que l'escultura és atribuïda a l'escultor flamenc Olivier de Gand i a l'espanyol Hernán Muñoz. La magnífica taula del Martiri de Sant Sebastià del portuguès Gregório Lopes, va ser pintada per a la girola i ara es troba al Museu d'Art Antic de Lisboa.
A les parets que flanquegen les llucanes altes de l'octògon hi trobem pintures murals de Fernão de Anes i Fernão Rodrígues. A la paret meridional hi ha un fresc manierista de finals del segle xvi de Simão de Abreu o de Vieira Serrão. Hi ha una taula de Vieira Serrão: El profeta Isaïes. És obra de Gregório Lópes: Sant Antoni pregant als peixos i un Sant Bernat. També hi ha obres del tomarenc Domingos Vieira Serrão al deambulatori.
L'augment de riqueses i béns de l'orde provocaren l'ompliment de l'espai entre la girola i el castell per un palau –avui desaparegut– i per dos claustres gòtics, el de Cementiri i del Rentat, més ric el primer, en estil flamejant, més sobri i funcional el segon, però transformats per les restauracions del segle xx.

## Nau Manuelina
Des de ben aviat, Manuel I, governador de l'Orde de Crist, mostrà clares pretensions de dignificar la congregació i l'espai que ella ocupava a Tomar. No fou, però, fins al 1510 que posà en marxa tals intencions tot ordenant la construcció del cor a ponent de la girola, una obra complexa i extensa que encomanà a Diogo de Arruda. Entre 1510 i 1530 transcorreran les obres del cor. Es tracta d'un cos rectangular construït d'acord amb el plànol i la mètrica del temple bíblic de Salomó i que incorpora l'església circular com a altar major i deambulatori.
El 1513 contractà l'eficient João de Castilho. Castilho va ser encarregat de solucionar una sèrie de qüestions que el contracte d'Arruda deixà per resoldre: l'articulació de la vella girola amb el cor, connectada per un gran arc; la cobertura de la nau amb voltes de creueria (donat que Castilho tenia fama d'especialista en voltes); la finalització del cor a la seva relació amb la nau de l'església i la construcció d'un nou accés monumental a la façana sud, que calia per a expressar la grandesa de l'orde. El cor alt tenia un magnífic cadirat del 1511, obra d'Olivier de Gand i Hernán Muñoz, que les tropes napoleòniques incendiaren durant els 100 dies que ocuparen Tomar (1810-1811). Sota el cor alt hi ha una cambra que era la sagristia de l'església. La seva finestra és la famosa finestra del capítol.

### Portal sud

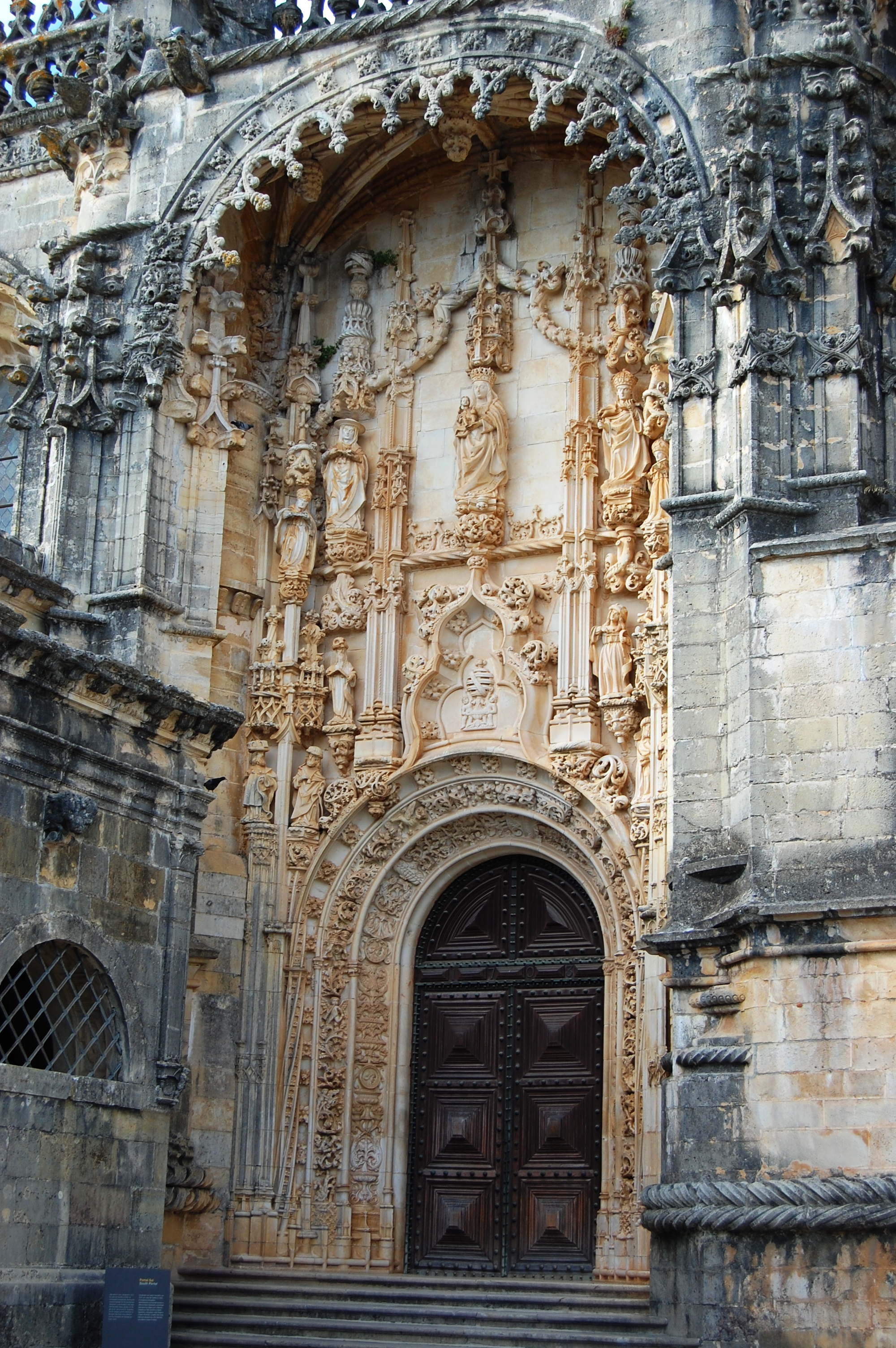
Portal sud, obra de João de Castilho, decorat amb imatges del Nou i Vell Testament.

El seu estil està entre el gòtic final isabelí i el plateresc, tocat ja per l'inici de l'adopció de João de Castilho del manuelí. És obert sacrificant les pilastres de la paret meridional. Està enfonsat respecte a la façana, provocant un petit sostre amb volta de creueria. L'arc d'entrada s'alinea sensiblement amb els dos finestrals manuelins de la mateixa façana, que il·luminen la nau i està decorat per representacions de coralls. La porta està envoltada per tres arquivoltes plenes i decorades amb motius platerescs i manuelins.
El programa iconogràfic del portal compren la representació de la Verge amb el Nen sota de dosser arquitectònic. La imatge és acompanyada per d'altres de menors proporcions instal·lades sobre mènsules: al pla superior trobem a Sant Jeroni, Sant Gregori, Sant Agustí i Sant Ambròs, sota d'aquests, un Profeta i Sant Joan Evangelista. Al nivell inferior, trobem tres profetes i el que podria ser la imatge del Rei Salomó. Veiem la voluntat de demostrar la correspondència entre el Nou i el Vell Testament, tot col·locant línies de correspondència entre les dues narracions i els respectius interventors. Entre la porta i la Verge, una motllura trilobada sortint, enquadra una esfera armil·lar aixecada per dos nens. Vora la base del costat dret podem veure la signatura de l'autor i la data de conclusió de l'obra amb inicials i abreviatures.

### Finestra del Capítol

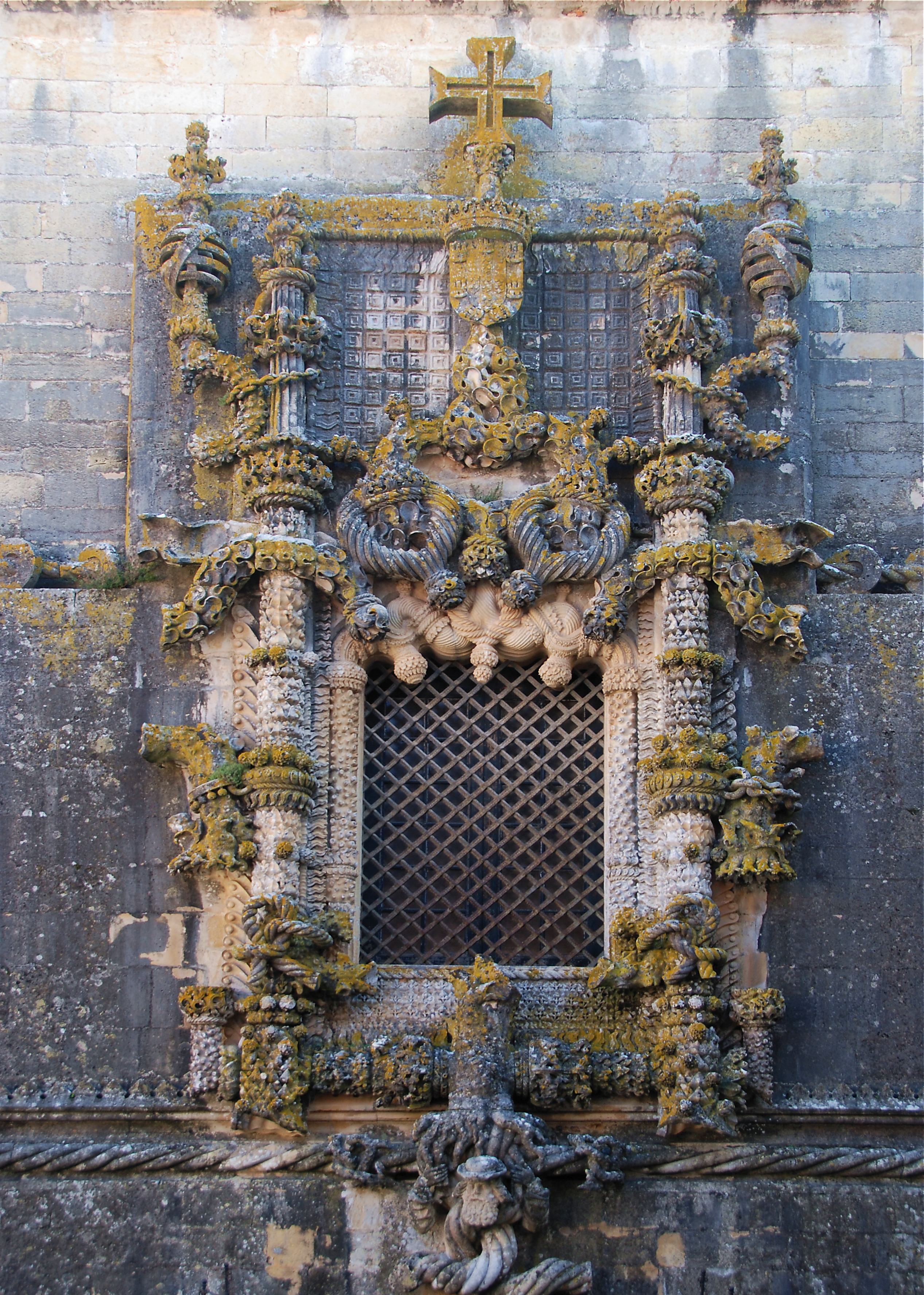
La famosa Finestra del Capítol, obra de Diogo de Arruda. Una de les obres cabdals de l'art manuelí.

L'anomenada finestra del capítol, una gran finestra visible des del claustre de Santa Bàrbara a la façana oest de la nau, es compon de molts dels motius típicament manuelins. Aquesta finestra constitueix una de les obres mestres de l'art manuelí.
La façana occidental del cor s'organitza entre dos grans contraforts. A l'eix central, la finestra mostra una decoració vegetal sobrecarregada, coronada per la creu de Crist i flanquejada per dues esferes armil·lars. La base mostra un home vell i barbat amb el bust embolicat per un nus i sostenint sobre l'esquena les arrels d'un tronc de roure. Aquest roure es divideix en dos brots que es perllonguen cap amunt, formant el marc de la finestra. Horitzontalment, la façana és recorreguda per una corda abraçada per boies. Ambdós contraforts tenen una capa exterior formada per la representació realista d'una escorça de roure.
El contrafort sud mostra la representació d'arrels completes i lleugerament enrotllades, sota un cinturó cordat amb una sivella, símbol de l'orde de la Lligacama de la qual era membre Manuel I. Més amunt, sobre mènsules, es troben 4 homes amb armadures portant cada un escut d'armes. El contrafort nord mostra arrels, aquesta vegada, tallades, i sota un collar d'anelles. A la part superior, corresponent als homes, apareixen 3 àngels (en manca un) portant escuts d'armes.
Els quatre guerrers són heralds representats amb els atributs que habitualment duien a les festes d'Estat. Els escuts que ostenten mostren els símbols regis i de l'Orde de Crist, l'esfera armil·lar i la creu de Crist en dos formats diferents, a la manera templera i en la variant de l'orde de Crist pròpiament dita. Les mateixes armes són dutes pels àngels. Mentre els guerrers estan situats sobre mènsules els àngels estan volant. Els guerrers representen el regne terrenal i els àngels el regne celestial. És per aquesta raó que el contrafort esquerre té les arrels tallats, sense contacte amb el Món en oposició al dret. Al costat dret veiem el símbol de l'orde de la Lligacama, un orde mundà, creat pels homes i a l'esquerre veiem el collar, un símbol de la Cavalleria Espiritual. L'home amb barba és Jessè representat portant l'arbre de les profecies a les espatlles en comptes de la representació habitual amb l'arbre naixent del pit d'un vell ajagut.
Damunt de la finestra hi ha un ull de bou coronat per l'escut reial i la creu de Crist, interceptant la platabanda randada i ornada amb petites creus i esferes armil·lars.

## Època Joanina
A partir del 1523 Frei António de Lisboa va voler reconduir l'Orde de Crist a la puresa i el rigor i la convertí en un orde de clausura. A aquesta gran inflexió li correspongué, també, una nova estètica i un nou projecte arquitectònic.
Aquesta estètica seria la del Renaixement. La nova estructura es tracta d'un gran quadrilàter organitzat entorn d'un passadís en creu. A cada banda s'hi inscriviren 4 claustres (Principal, Hospedaria, Corvos i Micha). A aquests se li afegí l'anomenat claustre das Necessárias destinat al sanejament. El refectori és rectangular, amb volta de canó i nervadures formant cassetons quadrats. El dormitori està disposat en forma de creu amb grans passadissos.
L'encarregat fou João de Castilho qui el 1515 havia fet el portal sud, la volta del cor alt i havia obert el buit de la girola i que de forma autodidàctica –llegint llibres italians- adquirí un gran domini en aquest nou estil. La Capela do cruzeiro és atribuïda a Torralva. El refectori, porteria, sagristia nova, Sala dels Reis i el noviciat, del segle xvi són atribuïbles a João de Castilho.

### Claustre Principal

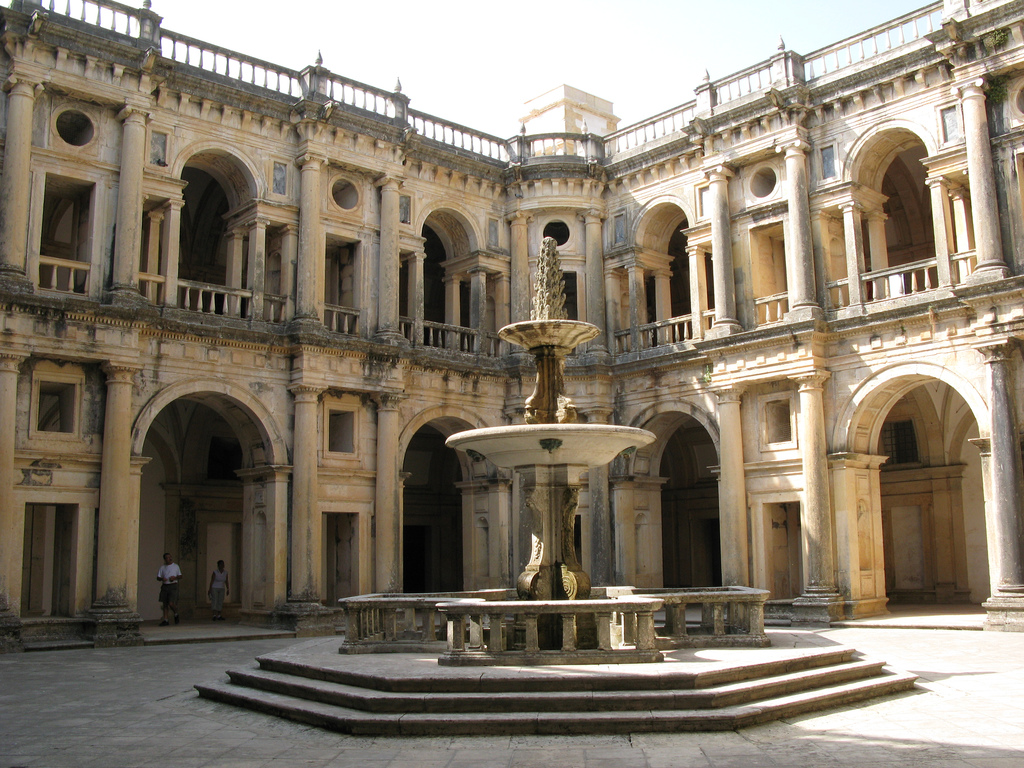
Claustre Principal, d'estil renaixentista.

El projecte inicial de João de Castilho era d'un sol pis, d'acord amb l'estil renaixentista. El rei Joan III considerà que el claustre principal com a "perillós" i endegà un canvi radical, canviat l'estil i afegint un altre pis. El 1554 l'espanyol Diogo de Torralva succeí Castilho en la direcció de les obres del convent.
Iniciat el 1558, el nou claustre reflecteix la passió de Joan III per l'art italià i s'inscriu dins de l'estètica de l'Alt Renaixement, influït pels llibres de Sebastiano Serlio. L'obra crea una conjunció d'un tram inferior d'un arc al qual se li superposa, al pis superior, una serliana com el seu arc central, enquadrat per dues columnes que sostenen un arquitrau de cada costat. Aquest ritme és augmentat al pis inferior. A la cara oberta cap al claustre, Torralva duplica les pilastres.
La monumentalitat i l'escala juguen aquí un paper decisiu a través de la proporció dels buits i dels elements portants. Les escales de caragol, que connecten els dos pisos, estan inscrites a les cantonades interiors en cilindres. Els passamans espiralats es descobreixen entre les finestres que il·luminen les escales conferint una dimensió de joieria a una estructura, aparentment, funcional. Aquestes escales condueixen a la terrassa anomenada Terraço da Cera.
Aquest claustre amaga una altra finestra manuelina idèntica en forma a la del capítol, però aquesta amb motius festius com fogueres o garlandes. Es compren aquí millor que a cap altre indret de l'edifici fins a quin punt l'arquitectura del temps de Joan III i posterior va censurar, tot tapant-la, la càrrega ornamental manuelina considerant-la d'una excrescència injustificada en comparació amb l'elegància del classicisme. El claustre connecta el dormitori dels monjos a l'església.
Torralva feu una obra mestra. Aquest claustre és una de les peces clau de l'evolució de l'arquitectura portuguesa, aquí a la transició entre el renaixement i el manierisme. L'obra seria conclosa el 1591 per l'arquitecte de Felip I, l'italià Filippo Terzi.
Pedro de la Gorreta esculpí les estàtues de les galeries i Pedro Fernandes de Torres dissenyà la font central del segle xvii.

## Resta de claustres
A més del claustre principal o claustre reial, el Convent de Crist té set claustres, construïts entre els segles xv i xvi.
- Claustro da Lavagem (Claustre del Rentat): Claustre de dos pisos, d'estil gòtic construït sobre el 1433 sota govern d'Enric el Navegant. Té forma quadrangular amb cinc trams per banda. La roba dels monjos es rentava aquí. Probablement és obra de Fernão Gonçalves.
- Claustro da Micha (Claustre de la Llesca): De forma quadrangular, té un notable portal del 1528, atribuït a João de Castilho. Fou acabat el 1543.
- Claustro da Hospedaria: Té arcades sobre grans columnes al primer pis i columnata classicista de grans buits, al segon. És posterior al 1540.
- Claustro das Necessárias: És el més petit i està destinat al sanejament.
- Claustro dos Corvos (Claustre dels Corbs): Té forma quadrangular. Amb dues galeries de doble arcada separades per contraforts. S'inspira en el renaixement italià.
- Claustro do Cemitério (Claustre del Cementiri): També construït sota el govern d'Enric el Navegant, aquest claustre d'estil gòtic, del segle xv, era on enterraven els cavallers i monjos de l'Orde. Les elegants columnes bessones dels arcs tenen bells capitells amb motius vegetals i les parets del deambulatori estan decorades amb rajoles policromes mudéjars del segle xvi. A una tomba manuelina (sobre 1523) descansa Diogo da Gama, germà del navegant Vasco da Gama. És obra de Fernão Gonçalves.
- Claustro de Santa Bárbara: Construït el segle xvi. La finestra de la sala capitular i la façana oest de la nau manuelina són visibles des d'aquest claustre.

## Aqüeducte
Per la façana sud s'introdueix l'Aqueduto dos Pegões, construït entre el 1593 i el 1613, que abastia el convent d'aigua. Es tracta d'una obra hidràulica de gran empenta i modernitat que té un total de 180 arcs.